# Lliga Nord del Tirol del Sud
Lliga Nord del Tirol del Sud és la secció de la Lliga Nord a Tirol del Sud. Es proposa atraure vots tant dels germanòfons com dels italianòfons en un programa de col·laboració entre els diferents grups lingüístics i sobre la identitat cristiana i occidental de la regió.
A les eleccions regionals de 2008 va presentar com a candidats Roland Atz, ex vicepresident regió Trentino-Tirol del Sud i ex SVP, i Giovanni Benussi, qui ha estat breument alcalde de Bozen amb Forza Italia i Alleanza Nazionale. Aquesta estratègia, ideada per Roberto Calderoli, pretenia atraure el SVP a les files del Poble de la Llibertat a nivell regional i nacional. El setembre de 2008 també va rebre suport d'Elena Artioli, ex SVP. Però Benussi deixà el moviment i ha estat substituït per Paolo Bassani, antic membre del Partit Liberal Italià, de FI i del PRI. Només va obtenir el 2% i un conseller, mentre que el seu homòleg de Trentino ha obtingut el 16%.

## Càrrecs del partit
- Secretari nacional: Umberto Montefiori (1991–1998), Kurt Pancheri (1999–2008)
- President nacional: Sergio Tamajo (1999–2008)

## Resultats electorals
| Eleccions                         | vots   | %    | Escons |
| --------------------------------- | ------ | ---- | ------ |
| Legislatives 1992 (Cambra)        | 11.380 | 3,6% |        |
| Regionals del 1993                | 9.115  | 3,0% | 1      |
| Legislatives 1994 (Cambra, prop.) | 7.508  | 2,4% |        |
| Legislatives 1996 (Cambra, prop.) | 11.090 | 4,3% |        |
| Regionals del 1998                | 2.606  | 0,9% | –      |
| Europees del 1999                 | 1.236  | 0,5% |        |
| Legislatives 2001 (Cambra, prop.) | 1.918  | 0,6% |        |
| Provincials del 2003              | 1.626  | 0,5% | –      |
| Europees del 2004                 | 1.878  | 0,7% |        |
| Legislatives del 2006 (Camera)    | 2.799  | 0,9% |        |
| Legislatives del 2008 (Camera)    | 5.951  | 2,0% |        |
| Provincials del 2008              | 6.411  | 2,1% | 1      |